# Granoteta de llauna

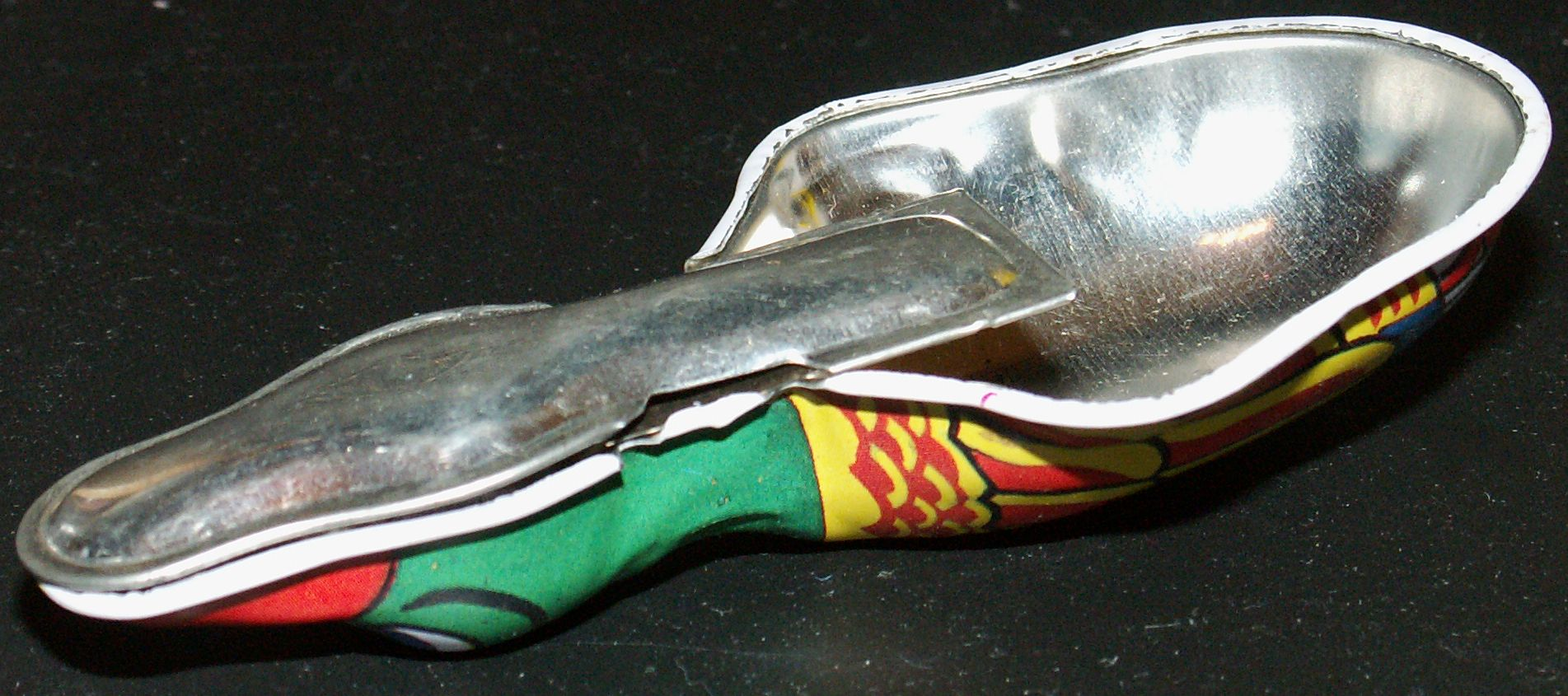
Costat inferior d'una granoteta

Una granoteta de llauna o clicker és un objecte que consisteix en un ressort de làmina d'acer que té una forma prou gran per poder tenir un estat estable o metaestable. Es doblega per l'acció de la força fins que passa sobtadament a l'estat metaestable a causa de les tensions al ressort.
L'ús més obvi de la granota de llauna, és com a joguina infantil, ja que en la majoria de casos, el mànec porta imprès el dibuix d'una granota mostrant aquesta finalitat lúdica.

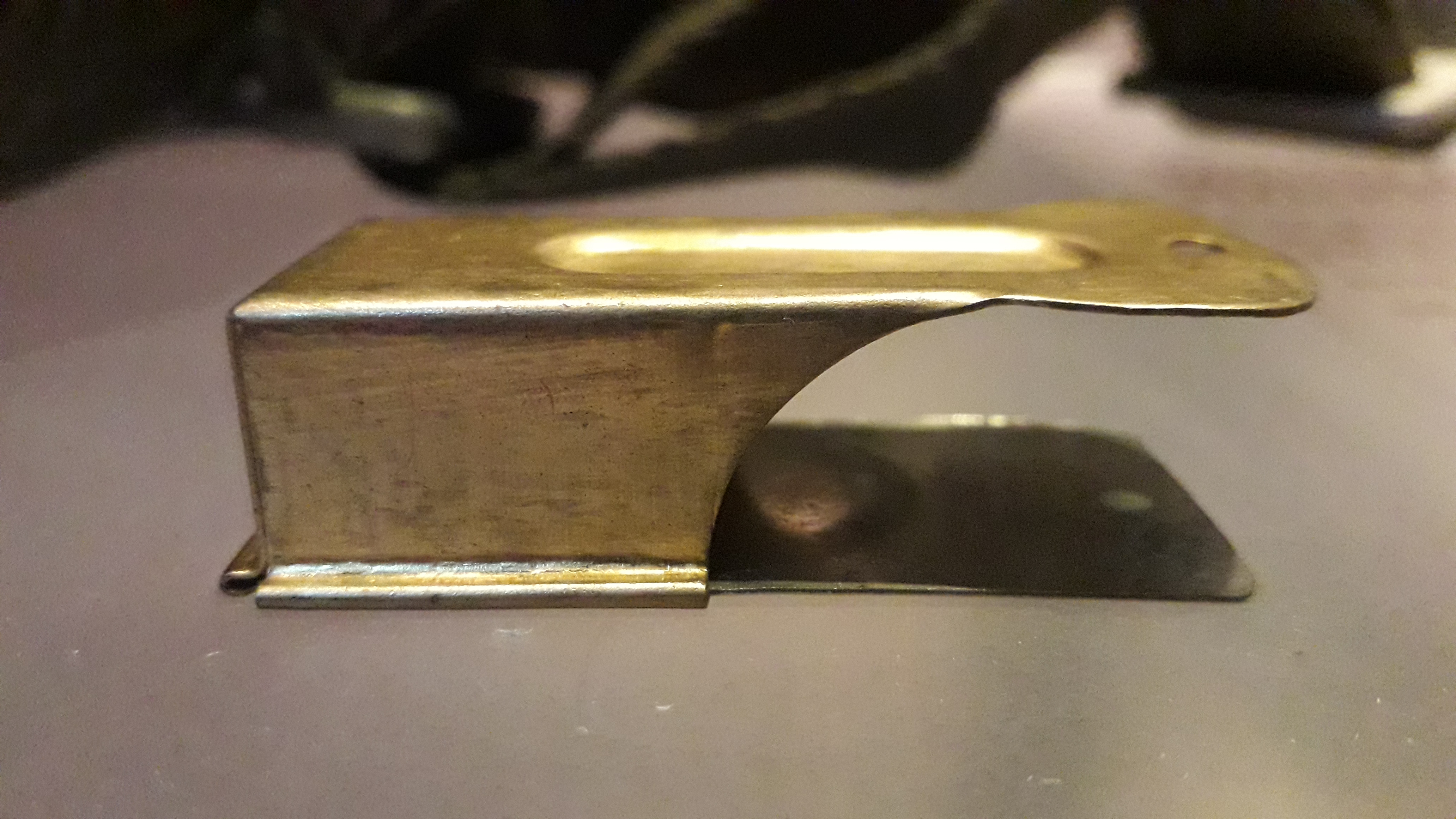
Cricket del dia "D" subministrat als paracaigudistes aliats

## Funcionament

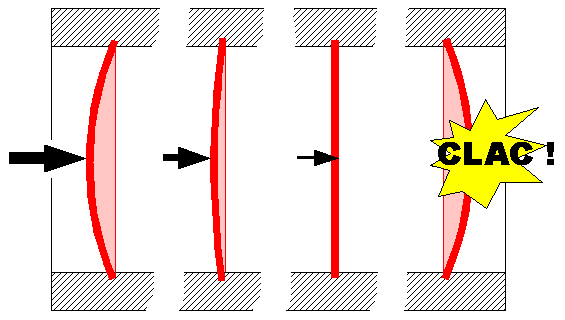
Diferents fases de deformació fins al salt a l'estat metaestable (dreta)

La granota de llauna produeix un soroll característic; el ressort d'acer s'acostuma a combinar amb un petit mànec de xapa per poder aplicar fàcilment la pressió entre el polze i el dit índex.
El salt sobtat en aquest punt genera el fort soroll epònim. Si la força es torna a reduir, es produeix el retrocés durant el qual es torna a generar un fort soroll. La granota operada directament aplicada a l'orella pot produir un nivell de pressió sonora de fins a 135 dB, que pot provocar danys auditius.

## Crickets dels paracaigudistes aliats
A la Segona Guerra Mundial, els paracaigudistes aliats abans i durant l'operació Overlord van utilitzar "crickets" com a eina per a distingir els soldats amics dels soldats enemics. Un soldat feia clic una vegada i si es rebien dos clics com resposta d'un altre soldat, es confirmava la seva identificació com amic.

## Ús en l'ensinistrament d'animals

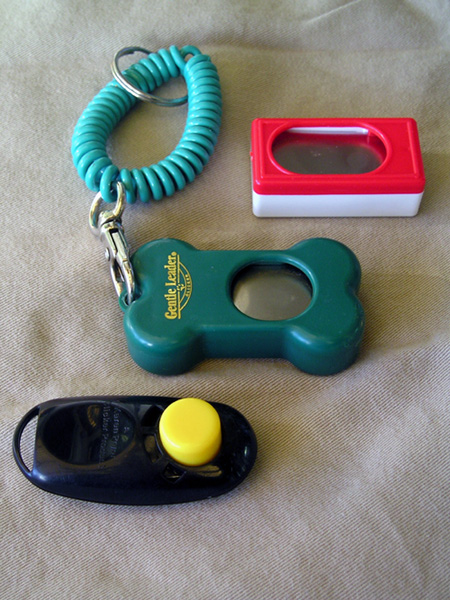
Els clicadors d'entrenar mascotes s'ofereixen en diverses formes

Els entrenadors de mamífers marins Karen Pryor els van utilitzar per primera vegada com a forma de comunicació amb els seus animals. Els dofins i les balenes es comuniquen sota l'aigua a través d'una sèrie de clics i xiulets coneguts com a ecolocalització, i l'ús d'un clicador va permetre als ensinistradors produir senyals que els animals eren més propensos a comprendre.
Avui en dia, els clicadors s'utilitzen per ensinistrar tot tipus d'animals, la majoria gossos. Quan s'associa a una acció, un clic permet al propietari marcar el moment exacte en què s'ha d'executar el comportament desitjat.

## Altres usos
- Una aplicació analògica són polsadors de control de molts dispositius electrònics, com ara els ratolins d'ordinador, que han de tenir un punt de pressió distintiu.
- En la societat contemporània, els propietaris de mascotes solen utilitzar els clicadors (en particular els gossos) com a eina d'ensinistrament.
- Els clicadors s'utilitzen per proporcionar una informació audible per a l'aprenentatge d'estudiants mitjançant un mètode anomenat TAGteach.
- Els clicadors també s'utilitzen com a dispositiu de recompte manual, de vegades digital, però més freqüentment mecànic, que serveix per comptar el nombre de persones que entren a un lloc. Sovint es fa servir a la porta d'una discoteca per assegurar-se que no es superen els límits de places.